# Glimepiride

Glimepride

Glimepiride, được bán dưới tên thương mại Amaryl và các thương hiệu khác, là một loại thuốc dùng để điều trị tiểu đường loại 2. Nó ít được ưa thích hơn metformin. Sử dụng được khuyến cáo cùng với chế độ ăn uống và tập thể dục. Nó được uống bằng miệng. Glimepiride mất tới ba giờ để có hiệu quả tối đa và kéo dài trong khoảng một ngày.
Các tác dụng phụ thường gặp bao gồm đau đầu, buồn nôn và chóng mặt. Tác dụng phụ nghiêm trọng có thể bao gồm lượng đường trong máu thấp. Sử dụng thuốc này trong khi mang thai và cho con bú không được khuyến khích. Nó hoạt động chủ yếu bằng cách tăng lượng insulin được giải phóng từ tuyến tụy. Nó được phân loại là một sulfonylurea thế hệ thứ hai.
Glimepiride được cấp bằng sáng chế vào năm 1979 và được chấp thuận cho sử dụng y tế vào năm 1995. Nó có sẵn như là một loại thuốc gốc. Một tháng cung cấp ở Vương quốc Anh tiêu tốn của NHS khoảng 7.00 £ mỗi tháng kể từ năm 2019. Tại Hoa Kỳ, chi phí bán buôn của số thuốc này là khoảng 2,15 USD. Năm 2016, đây là loại thuốc được kê đơn nhiều thứ 61 tại Hoa Kỳ với hơn 12 triệu đơn thuốc.

## Sử dụng trong y tế

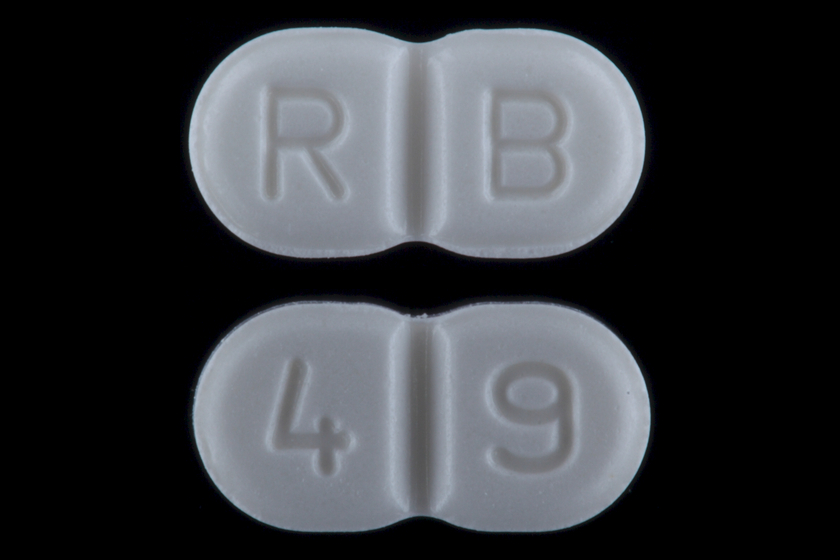
Hai viên thuốc uống dạng gốc của glimepiride, mỗi viên 2 mg

Glimepiride được chỉ định để điều trị tiểu đường loại 2; phương thức hoạt động của nó là tăng lượng tiết insulin bởi tuyến tụy. Tuy nhiên, nó đòi hỏi tổng hợp insulin đầy đủ là điều kiện tiên quyết để điều trị thích hợp. Nó không được sử dụng cho bệnh tiểu đường loại 1 vì trong bệnh tiểu đường loại 1, tuyến tụy không thể sản xuất insulin.